# Adams Seamount
Adams Seamount (ook bekend als Forty Mile Reef) is een onderzeese vulkaan boven de Pitcairn-hotspot in de centrale Stille Oceaan, ongeveer 100 kilometer ten zuidwesten van het eiland Pitcairn.
Adams Seamount maakt deel uit van een veld van ongeveer 90 onderzeese bergen, 90 kilometer oost-zuidoostelijk verwijderd van het eiland Pitcairn, en is de grootste onderzeese berg hiervan. Adams Seamount ligt ten zuidoosten van een andere grote onderzeese berg, Bounty Seamount. De meeste van deze onderzeese bergen behalve Adams en Bounty zijn minder dan 0,5 kilometer hoog. Ze werden in 1989 ontdekt door het onderzoeksschip RV Sonne.
Het is een kegelvormige onderzeese berg die 3500 meter van de zeebodem stijgt tot ongeveer 39 meter of 59-75 meter onder het oppervlak van de oceaan. Het totale volume van de onderzeese berg, waarvan de basis een diameter heeft van ongeveer 30 kilometer, is ongeveer 858 kubieke kilometer. Adams heeft twee toppen en koraal en van koraal afgeleid zand is gevonden op Adams. Gezien zijn hoogte was Adams tijdens het Laatste Glaciale Maximum waarschijnlijk een eiland.
De hellingen zijn bedekt met recente lavastromen, vulkanisch puin en hyaloclastiet. Lavastromen hebben kenmerken van bloklava en lavatunnels, terwijl de dieper gelegen delen van de berg bedekt zijn met lapilli en slakken. Parasitaire kegels vormen kegels en heuvels op de flanken.
Adams en de andere onderzeese bergen zijn gevormd door de Pitcairn-hotspot en deze onderzeese bergen bevinden zich op de huidige locatie. Deze hotspot is een van de vele hotspots in de Stille Oceaan, samen met de Australische hotspot, Hawaii-hotspot, Louisville-hotspot, Samoa-hotspot en Society-hotspot. De onderzeese bergen rijzen op uit een 30 miljoen jaar oude korst. 
Gesteentes zoals alkali basalt, trachiet en tholeiiet zijn gedregd vanaf Adams Seamount.
Het verse voorkomen van monsters en het ontbreken van sedimentatie geeft aan dat Adams Seamount een recent actieve onderzeese berg is. Kalium-argon-datering van rotsen die uit Adams Seamount zijn gedregd, heeft Holoceen-leeftijden opgeleverd, waaronder een leeftijd van 3000 ± 1000 jaar voor heden. Andere leeftijden variëren van 4000 - 7000 jaar voor heden. In tegenstelling tot Bounty vertoont Adams Seamount geen actief hydrothermisch systeem.
Adams Seamount heeft een koraalrif, een van de diepste tropische riffen ter wereld. Het wordt voornamelijk gevormd door Pocillopora sp. en de koraalsoort Porites deformis en er leven veel rifvissen en haaien. Het wordt gebruikt als visgrond door de inwoners van Pitcairn. De onderzeese berg Adams maakt deel uit van het zeereservaat Pitcairn Islands.